# Segell de Texas
El Segell de l'estat de Texas (Estats Units) va ser adoptada el 1845 en la Constitució de Texas, i es va basar en el segell de la República de Texas, que data del 25 de gener de 1839. té en un cercle interior, un estel de cinc puntes groga envoltada de branques d'olivera i roure. En un segon cercle, més exterior, poden llegir-se en blanc les paraules «The State of Texas» ('L'Estat de Texas'). El fons de tot l'escut és blau clar.

## Revers del Segell de Texas

Revers del segell

El revers del segell de Texas conté referències a la batalla de González, al pont de Vince i al Setge d'El Álamo. El segell està envoltat de branques de roure i olivera i les banderes desplegades de (esquerra a dreta): Els Estats Units Mexicans, el Regne d'Espanya, el Regne de França, la República de Texas, els Estats Confederats d'Amèrica i els Estats Units d'Amèrica, en referència a les nacions que han exercit sobirania sobre aquest territori.
Sobre el segell està inscrit el lema «Remember the Alamo» («Recordeu El Álamo», crit de la batalla de San Jacinto, en referència a la batalla de l'Alamo), i sota el segell hi ha les paraules, «Texas one and indivisible» («Texas, una i indivisible»). Un estel blanc de cinc puntes completa el segell, en la part superior, centrada entre les banderes.

## Escuts Històrics

Primer Gran Segell de la República (1836-1839)
Segon Gran Segell de la República (1839-1845)
Escut d'armes de la República de Texas (1839-1845)
Escut d'armes de l'estat de Texas (des de 1846)
Versió no normalitzada amb fulles de roure

## Segells Executius de Texas
També hi ha nombrosos segells dels diferents departaments del Govern de Texas, incloent els segells per al Governador i el Sotsgovernador. Tots ells estan basats en el segell de l'estat de Texas.

Segell del Governador de Texas
Segell del Vicegovernador de Texas
Segell del Senat de Texas
Segell de la Cambra de Representants de Texas
Segell del Portaveu de la cambra de Representants de Texas
Segell del Procurador General de Texas
Segell del Secretari d'estat de Texas